# مردم بامزه هستند (فیلم)
مردم بامزه هستند (انگلیسی: People Are Funny) فیلمی در ژانر موزیکال به کارگردانی سام وایت است که در سال ۱۹۴۶ منتشر شد.